# Ебергард Цорн
Ебергард Цорн (нім. Eberhard Zorn; 19 лютого 1960, Саарбрюккен) — німецький генерал. Генеральний інспектор (Начальник Генерального штабу) Бундесверу.

## Життєпис
Народився 19 лютого 1960 року в Саарбрюккен, Західна Німеччина. Він вступив на військову службу 1978 року в артилерійську школу в Ідар-Оберштайн, в якій пройшов підготовку офіцера артилерії та закінчив підготовку офіцера артилерії та курс навчання з економіки та організаційних наук Мюнхенського університету в Бундесвері з 1979 по 1983 рік.
У 1983—1987 рр. — призначення на посади командира взводу та офіцера розвідки 103 спостережного батальйону, Пфуллендорф.
У 1987—1990 рр. — командир 3-ї батареї 103 спостережного батальйону, Таубербішофсгайм.
У 1990—1991 рр. — офіцер з управління вогнем та оперативної і навчальної підготовки, штабний артилерійський полк, Таубербішофсгайм.
У 1991—1993 рр. — 34-й курс офіцерів Генерального штабу в Командно-штабному коледжі Бундесверу в Гамбурзі.
У 1993—1995 рр. — навчання на курсах офіцерів Генерального штабу Франції (CSEM/CID) в Парижі.
У 1995—1997 рр. — призначення до 4-й дивізії Командування повітряної оборони в Регенсбурзі на посаду начальника відділу управління матеріальними засобами; відрядження за кордон на посаду начальника відділу матеріально-технічного забезпечення штабу армійського контингенту у складі 1-го контингенту Місії Сил охорони ООН в Югославії, Трогір.
У 1997—1999 рр. — Офіцер штабу операцій та підготовки та начальник секції адміністративного контролю. Офіцер штабу операцій та персоналу, Командування Сухопутних військ Бундесверу, Кобленц.
У 1999—2001 рр. — командир 295-го польового артилерійського/бронетанкового артилерійського батальйону, Іммендінген; відрядження за кордон на посаду офіцера штабу з питань операцій та підготовки, штаб багатонаціональної дивізії «Південний Схід», Мостар, Сили стабілізації (НАТО).
У 2001—2002 рр. — Помічник начальника відділення у Федеральному міністерстві оборони, Управління персоналу, соціальних служб та центральних питань, Бонн
У 2002—2004 рр. — помічник начальника відділу кадрів, Бонн.
У 2004—2005 рр. — начальник відділу планування/операцій/організації штабу Командування Сухопутних військ Бундесверу, Кобленц.
У 2005—2007 рр. — начальник відділу планування/операцій/організації штабу Командування Сухопутних військ Бундесверу, Кобленц.
У 2007—2009 рр. — начальник штабу (питання кадрової політики/розвиток лідерства та громадянської освіти), Федеральне міністерство оборони, Бонн.
У 2009—2010 рр. — начальник штабу сухопутних військ (Центральні завдання), Федеральне міністерство оборони, Бонн.
У 2010—2012 рр. — командир повітряно-десантної бригади 26 «Саар», Саарлуї.
У 2012—2014 рр. — начальник особистого штабу міністра оборони, Берлін.
У 2014—2015 рр. — командир дивізії сил швидкого реагування, Штадталлендорф.
У 2015—2017 рр. — директор з питань військової політики, Міністерство оборони, Берлін.
У 2017—2018 рр. — генеральний директор з питань персоналу, Міністерство оборони, Берлін.
З 19 квітня 2018 р. — 16-й генеральний інспектор (начальник Генерального штабу), Міністерство оборони, Берлін.